# Leonardo Nam
Leonardo Nam (en coreano: 레오나르도 남; 5 de noviembre de 1979) es un actor argentino de ascendencia coreana y nacionalizado australiano.
Nacido en Buenos Aires, Argentina, a los seis años se mudó a Sídney, Australia. Nam asistió a la Sydney Technical High School y estudió arquitectura en la Universidad de Nueva Gales del Sur. Además dio clases de actuación en Nueva York. Su hermano es coreógrafo y su hermana profesora, y ambos viven en el Reino Unido.

## Vida personal
Nam está casado con Michael Dodge. Juntos tienen hijos gemelos (nacidos en 2017). La familia vive en San Diego, California.

## Filmografía
- Educated (2001) – John
- Target Practice (2001) – Sax
- Meridian (2002) – Tall
- Homework (2002) – Estudiante
- Hacks (2002) – Phuong
- Nobody's Perfect (2002) – Teo
- The Perfect Score (2004) – Roy
- ' 'Debating Robert Lee (2004) – Jordan Kramer
- Little Athens (2005) – Kwon
- The Sisterhood of the Traveling Pants (2005) – Brian McBrian
- Room 10 (2006) – Shane
- 10 Items or Less (2006) – Chico de las ventas
- Undoing (2006) – Joon
- The Fast and the Furious: Tokyo Drift (2006) – Morimoto
- American Pastime (2007) – Lane
- Finishing the Game (2007) – Eli
- The Sisterhood of the Traveling Pants 2 (2008) – Brian McBrian
- Half-Life (2008) – Scott Parker
- Vantage Point (2008) – Kevin Cross
- Crossing Over (2009) – Kwan
- He's Just Not That into You (2009) – Joshua
- One for the Money (2012) - John Cho
- Nice Girls Crew (2014) - Donatello
- Westworld (2016-2020) - Felix Lutz
- Origin (2023) - Nathan[7]
- Descendants: The Rise of Red (2024) - Maddox, hijo del sombrero loco